# 長戸呂 (新潟市)
長戸呂（ながとろ）は、新潟県新潟市北区の町字。郵便番号は950-3353。

## 概要
1889年（明治22年）から現在の大字。阿賀野川下流右岸の自然堤防上に位置する。元は江戸時代から1889年（明治22年）まであった長戸呂村の区域の一部で、地名は阿賀野川の水流により浸食された長淵を、長瀞（ながとろ）と称することに由来する。

### 隣接する町字
北から東回り順に、以下の町字と隣接する。
- 長戸呂新田
- 大瀬柳
- 長戸
- 浦木
- 灰塚
- 十二
- 大迎
- 大久保

※阿賀野川を挟んで江南区小杉と隣接。

## 歴史
天正年間の開発と伝えられる。

### 年表
- 1889年（明治22年）4月1日 : 合併により越岡村の大字となる。
- 1893年（明治26年）10月30日ごろ : 越岡村役場所在地となる[5]。
- 1901年（明治34年）11月1日 : 合併により岡方村の大字となり、村役場所在地となる。
- 1955年（昭和30年）3月31日 : 合併により豊栄町の大字となる。
- 1970年（昭和45年）11月1日 : 豊栄町が市制を施行し、豊栄市の大字となる。
- 2005年（平成17年）3月21日 : 合併により新潟市の大字となる。
- 2007年（平成19年）4月1日 : 新潟市の政令指定都市移行により、北区の大字となる。

## 世帯数と人口
2018年（平成30年）1月31日現在の世帯数と人口は以下の通りである。
| 大字   | 世帯数  | 人口  |
| ------ | ------- | ----- |
| 長戸呂 | 170世帯 | 526人 |

## 小・中学校の学区
市立小・中学校に通う場合、学区は以下の通りとなる。
| 番地 | 小学校                 | 中学校             |
| ---- | ---------------------- | ------------------ |
| 全域 | 新潟市立岡方第一小学校 | 新潟市立岡方中学校 |

## 主な企業・施設
- 新潟市立岡方第一小学校
- 新潟市　岡方コミュニティセンター
- JA新潟市　葬祭センター 虹のホールとよさか
- JA新潟市　豊栄カントリーエレベーター
- 岡方郵便局

## 交通
県道
- 新潟県道27号新潟安田線
- 新潟県道46号新潟中央環状線